# 평균 무고장 시간
평균 무고장 시간(MTBF, mean time between failures)는 시스템의 고장 발생 평균 시간을 나타내는 것이다.
{\displaystyle {\text{MTBF}}={\frac {\Sigma {({\text{downtime}}-{\text{uptime}})}}{\text{number of failures}}}.\!}
평균무고장시간은 밀도 함수 ƒ(t)의 기댓값을 사용하여 정의될 수 있다. 
{\displaystyle {\text{MTBF}}=\int _{0}^{\infty }tf(t)\,dt\!}
{\displaystyle \int _{0}^{\infty }f(t)\,dt=1.\!}

## 같이 보기
- 평균회복시간(MTTR）
- 고장률